# 大魔术师
《大魔术师》（英語：The Great Magician）是一部于2012年1月上映的的贺岁喜剧电影，根据中国作家张海帆于2009年发表的同名小说改编而成。由爾冬陞执导，梁朝伟、刘青云及周迅联袂主演。本片是刘青云和梁朝伟继1998年上映的电影《暗花》后相隔14年又一次合作的电影。

## 剧情
故事背景为袁世凯死后军阀割据的民国初期，讲述革命党与军阀恶霸之间的暗中较量。

## 演员
| 演員          | 角色                                                       |
| 梁朝伟        | 张贤，魔术师                                               |
| 刘青云        | 雷大牛，民国时期的军阀恶霸                                 |
| 周迅          | 柳茵，雷大牛宠爱的小妾，以前是张贤的未婚妻（配音：周恩恩） |
| 闫妮          | 雷大牛的三姨太                                             |
| 吴刚          | 刘昆山，雷大牛總管                                         |
| 澤田拳也      | 御手洗，黑鷹會會長                                         |
| 方中信        | 陈国，旺風樓老闆                                           |
| 秦沛          | 柳万遥，柳茵之父                                           |
| 林雪          | 李奉仁，閱客茶樓東主，後將茶樓改為張氏魔術館               |
| 王子文        | 李娇，李奉仁之妹                                           |
| 王子义        | 李易，張賢助手，實為革命黨人                               |
| 吳彥祖        | 蔡中尉                                                     |
| 吳廷燁        | 托子                                                       |
| 戎祥          | 军阀                                                       |
| 谷德昭        | 军阀                                                       |
| 徐克          | 军阀                                                       |
| 飞儿          | 杀手                                                       |
| 尚国伟        | 亲王                                                       |
| 池程          | 志士                                                       |
| 王若希/郭家屹 | 杀手                                                       |
| 夏德俊        | 志士                                                       |
| 王棋(王怡然)  | 五姨太                                                     |

## 主題曲
| 曲別   | 歌名       | 作曲   | 作詞   | 演唱者       |
| ------ | ---------- | ------ | ------ | ------------ |
| 主題曲 | 《猜情人》 | 高世章 | 岑伟宗 | 周迅、梁朝伟 |

## 獎項
| 頒獎典禮             | 獎項             | 名單           | 結果 |
| -------------------- | ---------------- | -------------- | ---- |
| 第32屆香港電影金像獎 | 最佳女主角       | 周迅           | 提名 |
| 第32屆香港電影金像獎 | 最佳服裝造型設計 | 奚仲文、戴美玲 | 獲獎 |

## 票房
中国大陆收获1.7亿人民币。
| 上一届： 《金陵十三钗》 | 2012年中国内地一周票房冠军 第2周（1月9日-1月15日） | 下一届： 《大侦探福尔摩斯2》 |